# 赤水源镇
赤水源镇，是中华人民共和国云南省昭通市镇雄县下辖的一个乡镇级行政单位。

## 行政区划
赤水源镇下辖以下地区：
洗白村、岔河村、银厂村、铁厂村、螳螂村、板桥村、木瓜园村、马店村、倮倘村和布丈村。